# Ка Манфредини (Модена)
Ка Манфредини је насеље у Италији у округу Модена, региону Емилија-Ромања.
Према процени из 2011. у насељу је живело 21 становника. Насеље се налази на надморској висини од 114 м.